# یوسوکه آبه
یوسوکه آبه (ژاپنی: 阿部 陽輔؛ زادهٔ ۲۴ مهٔ ۱۹۹۰) یک بازیکن فوتبال اهل ژاپن است.
از باشگاه‌هایی که در آن بازی کرده‌است می‌توان به باشگاه فوتبال یوکوهاما مارینوس، باشگاه فوتبال وگالتا سندای و باشگاه فوتبال زویگن کانازاوا اشاره کرد.